# Municipio de Caledonia (condado de Alcona)
El municipio de Caledonia (en inglés: Caledonia Township) es un municipio ubicado en el condado de Alcona en el estado estadounidense de Míchigan. En el año 2010 tenía una población de 1.161 habitantes y una densidad poblacional de 6,18 personas por km².

## Geografía
El municipio de Caledonia se encuentra ubicado en las coordenadas 44°49′39.04″N 83°36′48.93″O / 44.8275111, -83.6135917. Según la Oficina del Censo de los Estados Unidos, el municipio tiene una superficie total de 187,8 km² (72,5 mi²), de la cual 174,6 km² (67,4 mi²) corresponden a tierra firme y 13,2 km² (5,1 mi²) (7.03%) es agua.

## Demografía
En el 2000 la renta per cápita promedia del hogar era de $36.000, y el ingreso promedio para una familia era de $38.625. El ingreso per cápita para la localidad era de $19.051. En 2000 los hombres tenían un ingreso per cápita de $29.539 contra $21.964 para las mujeres. Alrededor del 13.60% de la población estaba bajo el umbral de pobreza nacional.